# Anna-Maria Wagner
Anna-Maria Wagner (Ravensburg, 17 maggio 1996) è una judoka tedesca.

## Biografia
Nel 2015, ha vinto la medaglia di bronzo ai Campionati mondiali juniores ad Abu Dhabi. Nel 2017, ha conquistato la medaglia d'oro ai Campionati europei U23 a Podgorica.
Nel 2018, ha vinto la medaglia di bronzo ai Campionati europei a Tel Aviv, nella categoria 78 kg, e ha replicato questo successo nel 2024 a Zagabria.
Nel 2020, ha partecipato ai Giochi olimpici di Tokyo 2020, vincendo due medaglie di bronzo, una nella categoria -78 kg e un'altra nella competizione a squadre miste.
Ha raggiunto l'apice della sua carriera vincendo due medaglie d'oro ai Campionati mondiali: nel 2021 a Budapest e nel 2024 ad Abu Dhabi, sempre nella categoria -78 kg.
Anna-Maria Wagner è anche una plurivincitrice di medaglie d'oro nelle competizioni del Judo Grand Slam, con vittorie a Tel Aviv, Kazan', Adalia, Tbilisi, Baku, Parigi e Dušanbe.

## Palmarès
- Giochi olimpici

Tokyo 2020:  bronzo nei 78 kg e nella competizione a squadre miste.
- Campionati mondiali di judo

Budapest 2021:  oro nei 78 kg.
Abu Dhabi 2024:  oro nei 78 kg.
Tashkent 2022:  bronzo nella competizione a squadre miste.
- Campionati europei di judo

Tel Aviv 2018:  bronzo nei 78 kg.
Zagabria 2024:  argento nei 78 kg.
- Judo World Masters

Qingdao 2019: bronzo nei 78 kg.
- IJF Grand Slam

2016: argento ad Abu Dhabi;
2017: bronzo a Ekaterinburg
2018: bronzo a Ekaterinburg;
2018: bronzo a Ekaterinburg;
2019: argento a Baku e Düsseldorf, bronzo a Brasilia;
2020: bronzo a Düsseldorf;
2021: oro a Tel Aviv e Kazan';
2022: oro a Adalia e Tbilisi;
2023: oro a Baku e Tbilisi, bronzo a Abu Dhabi;
2024: oro a Parigi e Dušanbe, bronzo a Tashkent e Adalia:
- IJF Grand Prix

Zagabria 2018: bronzo nei 78 kg.
Marrakesh 2019: oro nei 78 kg.
Adalia 2019: oro nei 78 kg.
Hohhot 2019: argento nei 78 kg.
Linz 2023: oro nei 78 kg.
Dušanbe 2023: argento nei 78 kg.
Zagabria 2023: bronzo nei 78 kg.
- Europei Under-34

Podgorica 2017:  oro nei 78 kg.
- Mondiali juniores

Abu Dhabi 2015:  bronzo nei 78 kg.
- Europei juniores

Malaga 2016:  oro nei 78 kg.